# Yukarıakpınar, Saraydüzü
Yukarıakpınar là một xã thuộc huyện Saraydüzü, tỉnh Sinop, Thổ Nhĩ Kỳ. Dân số thời điểm năm 2011 là 130 người.